# Richard Leach Maddox
Richard Leach Maddox, född 4 augusti 1816, död 11 maj 1902, var en brittisk läkare.
Maddox arbetade med mikrofotografiering och publicerade 1871 sin uppfinning av bromsilvergelatinemulsion, som möjliggjorde framställning av fotografiska torrplåtar.